# Schmach

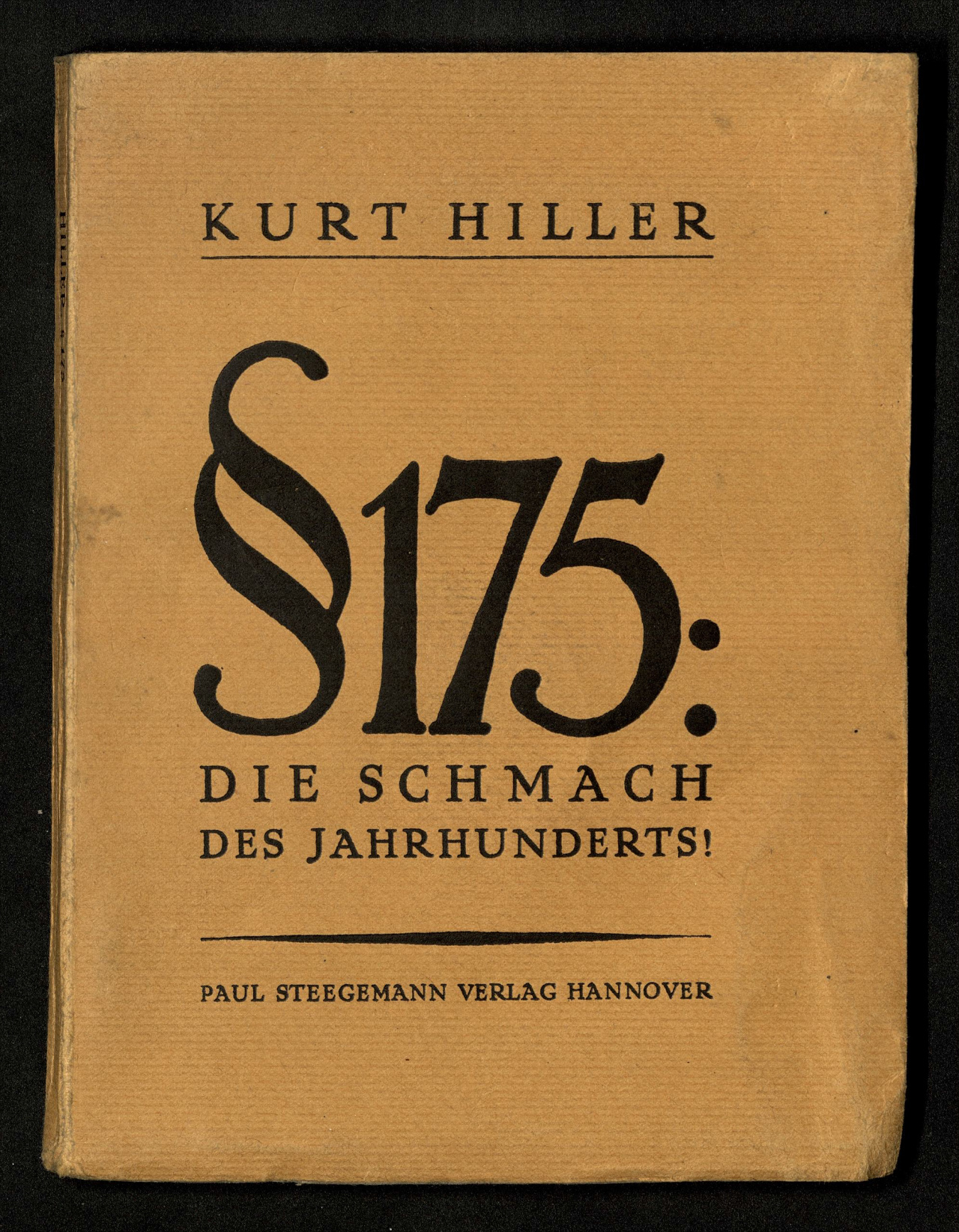
Kurt Hiller veröffentlichte 1922 eine Aufsatzsammlung gegen den § 175.

Schmach ist umgangssprachlich das Gegenteil des Ruhms, ein höchstpersönlicher Makel wegen einer verabscheuungswürdigen Tat oder Unterlassung.
Ursprünglich bedeutete es aber eine besonders starke Demütigung, während „Schande“ ein Ehrverlust war, den man sich selbst zuzuschreiben hatte. Durch die Redensart „Schmach und Schande“ ist der Unterschied noch markiert (vgl. „schmähen“).
In der Ethno- und Soziologie gehört der Begriff den Schamgesellschaften zu.
Pejorativ wurde der Frieden von Versailles 1919 oft als „Schmachfrieden“ bezeichnet, weil in ihm die Schuld am Ausbruch des Ersten Weltkriegs dem Deutschen Reich zugeschrieben worden war, was viele Deutsche als Kriegsschuldlüge empfanden und öffentlich debattierten.
Der 9. November 1918 wurde vielfach als Tag der nationalen Schmach von 1918 bezeichnet. An diesem Tag rief der Sozialdemokrat Philipp Scheidemann die Republik aus (und kurz darauf Karl Liebknecht die Räterepublik). Kaiser Wilhelm II. wurde durch Max von Baden eigenmächtig abgesetzt; er übertrug auf Friedrich Ebert (SPD) die Geschäfte des Reichskanzlers. Das Deutsche Reich wurde Republik.
Während der Alliierten Rheinlandbesetzung von 1919 bis etwa 1930 wurden etwa 400 afrodeutsche Besatzungskinder in meist einvernehmlichen Sexualbeziehungen gezeugt. Diese Beziehungen und diese Kinder wurden von Zeitgenossen als „schwarze Schmach“ oder „Rheinlandbastarde“ bezeichnet.
In der Zeit des Nationalsozialismus wurden sie systematisch diskriminiert (auch die Mütter wurden angeprangert) und ab 1937 zwangssterilisiert.
Im Sport bzw. in der Sport-Berichterstattung werden die Begriffe Schmach und Schande gelegentlich verwendet. Das Ausscheiden Deutschlands gegen den Erzrivalen Österreich bei der Fußball-WM 1978 in Argentinien wurde als „Schmach von Córdoba“ bezeichnet.